# جعفر إيبي
جعفر بك إيبي (بالألبانية: Xhaferr bej Ypi‏) (12 يناير 1880 - 17 ديسمبر 1940) هو سياسي ورجل دولة ألباني شغل منصب رئيس وزراء ألبانيا في سنة 1922 وتولى عدة مناصب وزارية، وكان زعيم حزب الشعب الألباني.